# Caveau du Soleil d'or
Le Caveau du Soleil d’or est un ancien café parisien, lieu de rencontre d’artistes vers 1903. Aujourd’hui appelé « Le Départ Saint-Michel », il est situé au 1 place Saint-Michel, dans le 5e arrondissement de Paris. 

## Histoire
C’est dans le sous-sol de ce café que se tenaient vers 1903 les soirées de La Plume, soirées littéraires et artistiques bimensuelles organisées par la revue La Plume fondée par Léon Deschamps. Ces soirées privées, sous l'intitulé « soirs de la Plume », furent initiées tous les samedi à partir du 7 septembre 1889, par Léon Maillard et Deschamps au café de Fleurus, dans la rue du même nom.
Les trois poètes Guillaume Apollinaire, Nicolas Deniker, André Salmon et l’écrivain Alfred Jarry s’y rencontrent à l'occasion des soirées de La Plume. Ce sont les anciens du symbolisme qui détiennent le pouvoir de légitimer les nouveaux.
Le lieu est représenté dans une toile de Henri Evenepoel, intitulé Le Caveau du Soleil d'or (1896), présentée au Salon de Paris de 1897 et vendue à William Turner Dannat.

## Personnalités ayant fréquenté le Caveau du Soleil d'or et les soirées deLa Plume
- Guillaume Apollinaire, poète français
- Nicolas Deniker, poète français
- André Salmon, poète, français
- Jean Moréas, poète grec
- Edmond-Marie Poullain, peintre-graveur et aquafortiste français
- René Boylesve, écrivain français
- Albert Samainpoète français
- Félix Fénéon, critique d'art, journaliste, collectionneur d'art et directeur de revues français
- Picasso, peintre espagnol, et « sa bande »
- Max Jacob, poète, romancier et peintre français
- Alfred Jarry, écrivain français
- Ardengo Soffici, écrivain, poète et peintre italien
- Henri Strentz, poète, romancier, homme de théâtre et historien français de la littérature
- Fagus, poète français
- Paul Masson, écrivain français
- Willy, journaliste, critique musical et romancier français
- Gustave Kahn[3], poète et critique d'art français
- Paul Fort[3], poète et dramaturge français
- Frédéric-Auguste Cazals[3], peintre, dessinateur, écrivain, poète et illustrateur français
- Jean Royère[3], décorateur français
- Mécislas Golberg[3], poète, dramaturge, critique d'art, journaliste et essayiste libertaire d'origine polonaise